# Don't Kill My Vibe
«Don't Kill My Vibe» es el sencillo de debut de la cantante y compositora noruega Sigrid. Fue lanzado el 10 de febrero de 2017 a través de Island Records y Universal Music Group. La canción fue escrita por Sigrid y Martin Sjølie.
Calificado como un “himno de apoderamiento millennial”, la letra de la canción hace referencia a una mala experiencia de Sigrid con otros escritores de canciones.
En una entrevista para NME, Sigrid dijo en relación con la creación de la canción:

Cuando escribimos 'Don't Kill My Vibe', Martin Sjølie me preguntó en qué estaba pensando, y comencé a hablar sobre esta difícil sesión anterior en la que había estado. Pude haber descrito este próximo momento de verdad como una mala novela adolescente pero está bien, versión corta: casi acabo ese teclado Mac debido a la escritura enojada.

La sesión a la que se refiere era una sesión de escritura de letras, donde varios productores de mediana edad infravaloraron su talento, tratándola de forma paternalista e ignorando sus ideas.

## Posicionamiento en listas
| País                            | Posición más alta | Referencia |
| ------------------------------- | ----------------- | ---------- |
| Australia (ARIA)                | 85                | [ 4 ]      |
| República Checa (Rádio Top 100) | 94                | [ 5 ]      |
| Francia (SNEP)                  | 147               | [ 6 ]      |
| Nueva Zelanda (RMNZ)            | 4                 | [ 7 ]      |
| Noruega (VG-lista)              | 28                | [ 8 ]      |
| Reino Unido (UK Singles)        | 62                | [ 9 ]      |